# 平季基
平 季基（たいら の すえもと）は、平安時代後期の地方官人。

## 出自
史料が乏しくはっきりしないが、桓武平氏繁盛流大掾氏一門伊佐氏の庶家の鎮西平氏（大掾氏族である多気氏の庶家で、同じく常陸国伊佐郡を本貫とした一族で、後に刀伊の入寇で活躍し肥前国を賜った伊佐為賢を始祖とする）とも、坂東八平氏のうち、良文流の七世の孫とも、平貞時（良持の子）を祖とする薩摩平氏の一族とも伝えられる。
徳重浅吉は、高棟王流伊勢守平真材の子の出羽守平季信（伝、出羽の弁の父）、従二位参議平親信に近い一族ではないかと推定している。
史料で判明しているのは島津荘を開墾した事である。（後述）

### 子孫
季基の子は伊佐平次兼輔と伝わり、肥前国神埼荘に土着、神埼氏を称した。兼輔の子の神崎兼重は薩摩国阿久根に入り子孫は阿久根氏を称した。
また、季基の娘婿(又は子・兼輔の娘婿）である伴兼貞の長子兼俊は肝付家、次男兼任は荻原家、三男俊貞は安楽家、四男行俊は和泉家、五男兼髙は梅北家の祖となって後年活躍した。

## 略歴

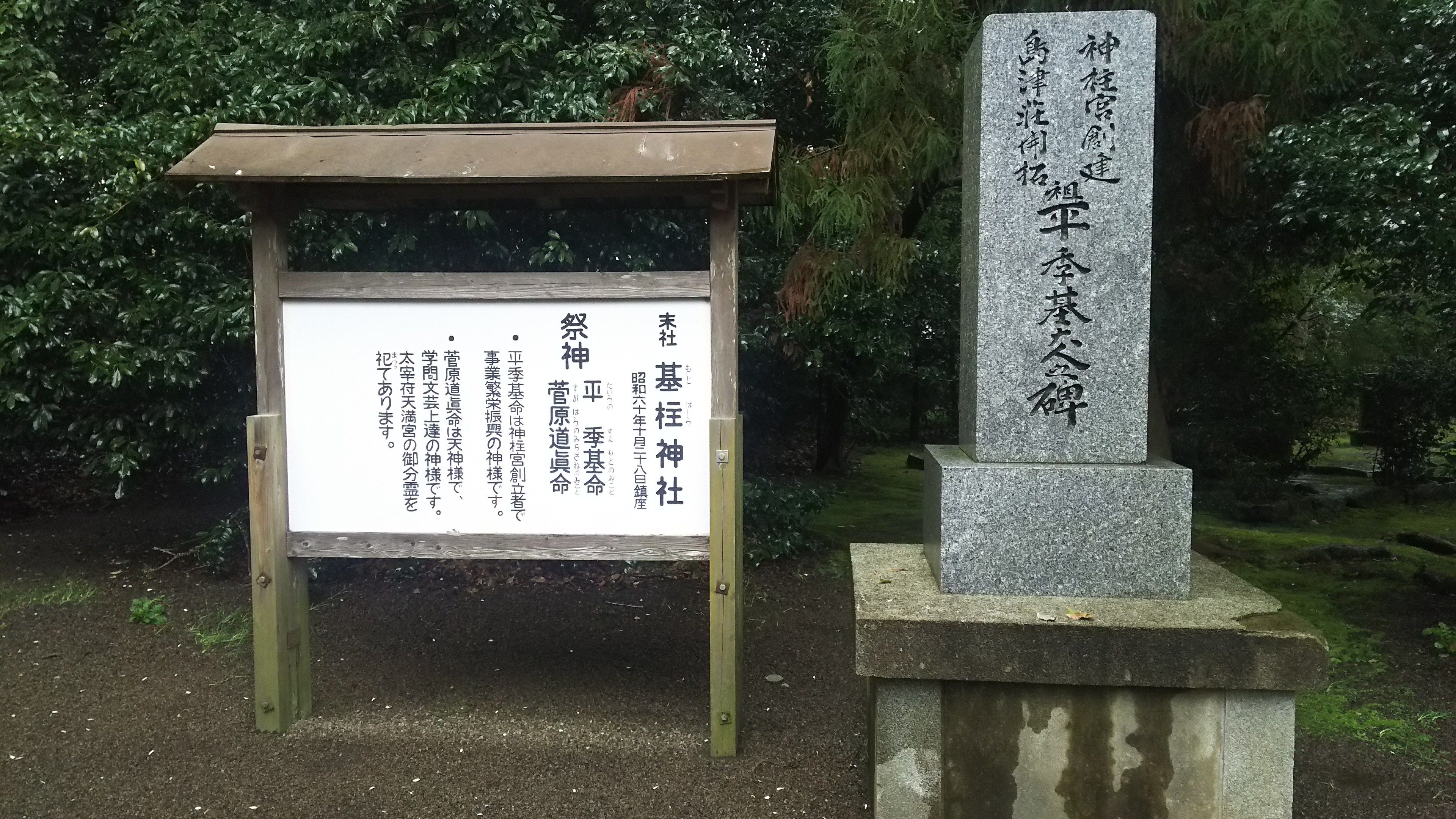
現在の神柱宮に設置された平季基公の碑。末社の基柱神社の解説もされている。

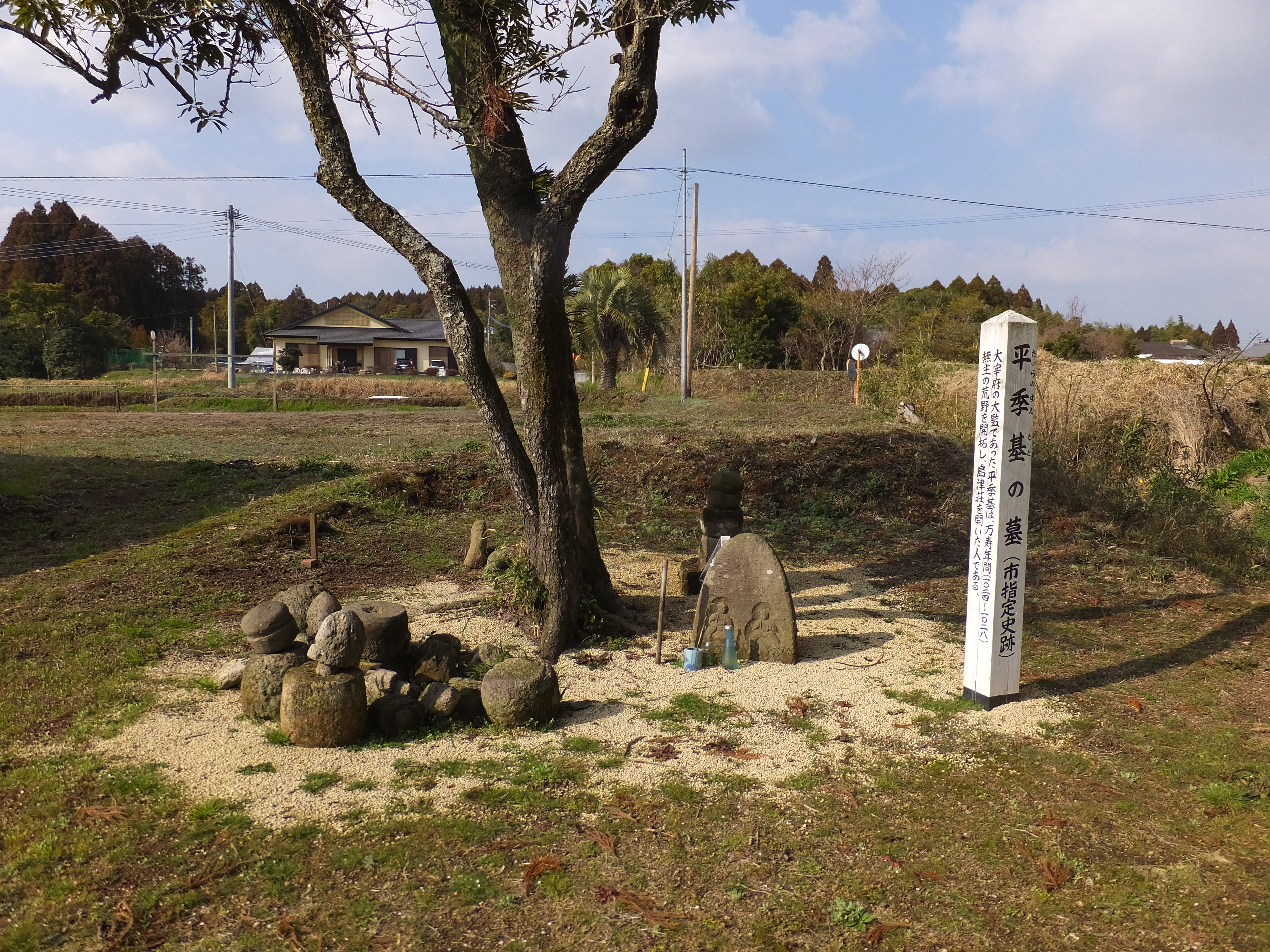
若一王子神社の平季基の墓

万寿年間（1024年～1028年）に大宰大監（位階は正六位下、地下人であるが、その中では相当に高位の身分）であった季基は、弟の判官良宗と共に未開の地であった日向国諸県郡島津院を中心として荘園を開墾し、これを関白の藤原頼通に寄進して、後に日本最大級の荘園となる島津荘を成立させた。
季基は島津荘寄進前から、私貿易を行い、唐物を道長に送っている。季基は平氏系図に名前はないが、高棟王の子孫である平季信と世代と年齢、名前から極めて近親者であると想像され、藤原氏と接近できたのは、宮歌人として知られる季信の娘出羽弁の仲介があったといわれている。
万寿3年（1026年）に同地に移住し、荘官として島津荘の経営にあたった。その際、神託を受けて伊勢神宮を勧請し神柱大明神を造営（元は宮崎県都城市梅北町益貫黒尾神社の地にあったが、明治6年[1873年]に現在地に遷座した）しその祠官を務めている。
長元2年（1029年）、大隅国衙および大隅国の住人藤原良孝の居宅を焼打ちにするが、季基は太宰大弐藤原惟憲に絹3000余り疋を贈る事によって、犯人として府解に記載されることを免れ、召喚されながらも処分は受けなかった。
後に家督を娘婿（又は子・兼輔の娘婿）である伴兼貞（肝付氏の祖）に譲り、自らは諸県郡南之郷箸野(橋野とも書く)御所に隠居し、同地に若一王子神社を造営し社司として生涯を終えた。箸野御所は本明屋敷ともいわれ、季基の墓所がある南方近いところに所在していたと言われている。
季基の墓所は鹿児島県曽於市末吉町南之郷字橋野にある（同市指定文化財）ほか、その霊は神柱宮の境内末社である基柱神社に祀られている。